# SK Doppelbauer Kiel
SK Doppelbauer Kiel, pełna nazwa Schachklub Doppelbauer Kiel von 1910 e. V. (vorm. auch Turm Kiel) – niemiecki klub szachowy z siedzibą w Kilonii.

## Historia
Klub powstał 8 czerwca 2004 roku. W sezonach 2006/2007, 2007/2008, 2015/2016, 2017/2018 i 2023/2024 zespół występował w Bundeslidze kobiet. W 2020 roku nastąpiła fuzja Doppelbauer z SG Turm Kiel, w wyniku której klub przejął miejsce Turmu w Bundeslidze jako SK Doppelbauer Turm. W sezonie 2019/2021 zespół zajął szóste miejsce w Bundeslidze, a rok później – piąte. Rozgrywki Bundesligi sezonu 2023/2024 SK Doppelbauer zakończył na siódmej pozycji. W 2024 roku klub zadebiutował w Pucharze Europy. Po zwycięstwie z St Benildus Chess Club, remisach z Ennis Chess Club i Butrinti Saranda oraz porażkach z CA Silla, De Stukkenjagers, Diagonalem Alcorcón i Gonzaga Chess Club niemiecki klub został sklasyfikowany na 73. miejscu. SK Doppelbauer nie przystąpił do rozgrywek Bundesligi sezonu 2024/2025.

## Arcymistrzowie w historii klubu
- Jonas Buhl Bjerre[13]
- Igor Chenkin[13]
- Iwan Czeparinow[13]
- Anton Demczenko[13]
- Marcin Dziuba[13]
- David Gavrilescu[14]
- Szymon Gumularz[14]
- Jakob Vang Glud[13]
- Jonny Hector[13]
- Carsten Høi[15]
- Andriej Jesipienko[16]
- Daniił Juffa[14]
- Constantin Lupulescu[16]
- Ņikita Meškovs[16]
- Hans Niemann[16]
- Bjørn Møller Ochsner[17]
- Zbigniew Pakleza[13]
- Allan Stig Rasmussen[13]
- Iván Salgado López[13]
- Jacek Stopa[13]
- Paweł Teclaf[17]
- Jesper Søndergaard Thybo[13]